# Gaku
Gaku（横山 学、1965年2月16日 - ）は、日本の歌手、音楽家。主にパーカッショニストとして活躍している。

## 来歴
東京学芸大学附属小学校、東京学芸大学附属中学校、國學院大學久我山高等学校、東京工芸大学卒業。
大学卒業後、劇団四季に入団。約10年間ミュージカル・ストレートプレイのサウンドオペレーターとして活動。
退団後はフリーのサウンドエンジニアとして活動。多彩な才能の持ち主であり、CM楽曲や舞台の脚本・演出なども手がける。

## 活動
現在は音楽家としての活動の他に、スマートフォン専用放送局WALLOPでGakuの「Night Music Land」のパーソナリティも務めている。久保田洋司、ギタリストのNaoで結成された3人組音楽ユニット「YoNaGa」のメンバーでもあり、パーカッション、ボーカルを担当している。

## エピソード
タイプミス、変換ミスをする事が多く、変換ミスをした文面が「YoNaGa」の楽曲・テーマに採用されている。
話す際に両手を胸の前で動かす事があり、その様子がルービックキューブを回している仕草に似ている為、「YoNaGa」のメンバーから「ルーちゃん」と呼ばれる事がある。
「YoNaGa」の中では最年長だが、明るいキャラクターゆえにメンバーよりあだ名を付けられる事が多く、「ルーちゃん」の他にも「ガックリGakuちゃん」「セクシーGakuちゃん」などがある。
ライブの際に歌詞を間違える事が屡々あるが、その間違いを即座に笑いに変えファンやメンバーを楽しませている。
几帳面な一面もあり、居酒屋へ行くとつい箸袋を丁寧に折り、箸置きを作ってしまう。
ファン層も非常に幅広く、男性ファンは勿論、その甘いマスクから女性ファンも非常に多い。
アルコール類が大好きで、ライブの本番直前でも飲んでいる事がある。